# Ezechiel Moreno
Ezechiel Moreno, właśc. hiszp. Ezequiel Moreno y Díaz (ur. 9 kwietnia 1848 w Alfaro w Nawarra, zm. 19 sierpnia 1906 w Monteagudo) – hiszpański augustianin (OSA), apostoł kultu Najświętszego Serca Jezusowego, misjonarz, biskup, święty Kościoła katolickiego.

## Życiorys

### Dzieciństwo
Wywodził się z licznej, głęboko wierzącej rodziny. W szkole podstawowej szczególnie dobrze uczył się łaciny, ponieważ zamierzał wstąpić do nowicjatu augustianów rekolektów w Monteagudo, tak jak wcześniej uczynił to jego starszy brat. W 1864 wstąpił do tej wspólnoty, a rok później wyjechał na misje na Filipiny.

### Filipiny
W 1871 (po studiach filozoficznych i teologicznych w Manili) przyjął święcenia kapłańskie. Przez trzynaście lat pracował na Filipinach jako duszpasterz w różnych parafiach, szczególnie troszcząc się o chorych i dzieci. Upowszechniał misje ludowe oraz kładł nacisk na katechezę.

### Hiszpania
W 1885 wrócił do Hiszpanii, gdzie powierzono mu funkcję mistrza nowicjatu w Monteagudo. W czasie klęski głodu opiekował się miejscowymi czterystoma ubogimi.

### Kolumbia
W 1888 wyjechał na misje do Kolumbii. Dodatkowo powierzono mu misję przywrócenia dyscypliny w lokalnych wspólnotach augustianów rekolektów. W 1893 został wikariuszem apostolskim w Casanare, a w 1895 biskupem w Pasto. Utworzył za swoich rządów dwie prefektury apostolskie – w Caquetá i w Tumaco. W 1905 zachorował na raka nosa. Zmarł mimo operacji wykonanych w Madrycie.